# Łomianki (gemeente)
De gemeente Łomianki is een stad- en landgemeente in het Poolse woiwodschap Mazovië, in powiat Warszawski zachodni.
De zetel van de gemeente is in Łomianki.
Op 30 juni 2004 telde de gemeente 21 259 inwoners.

## Oppervlakte gegevens
In 2002 bedroeg de totale oppervlakte van gemeente Łomianki 38,06 km², waarvan:
- agrarisch gebied: 51%
- bossen: 16%

De gemeente beslaat 7,14% van de totale oppervlakte van de powiat.

## Demografie
Stand op 30 juni 2004:
| Omschrijving                   | Totaal | Totaal | Vrouwen | Vrouwen | Mannen | Mannen |
| ------------------------------ | ------ | ------ | ------- | ------- | ------ | ------ |
| eenheid                        | aantal | %      | aantal  | %       | aantal | %      |
| inwoners                       | 21 259 | 100    | 10 952  | 51,5    | 10 307 | 48,5   |
| bevolkingsdichtheid (inw./km²) | 558,6  | 558,6  | 287,8   | 287,8   | 270,8  | 270,8  |

In 2002 bedroeg het gemiddelde inkomen per inwoner 1689,05 zł.

## Plaatsen
- Osiedla: Buraków, Dąbrowa Leśna, Dąbrowa Rajska, Dąbrowa Zachodnia, Łomianki Baczyńskiego, Łomianki Centralne, Łomianki Górne, Łomianki Majowe, Łomianki Prochownia, Łomianki Równoległa, Łomianki Stare, Łomianki Centralne, Łomianki Pawłowo, Łomianki Trylogia, Łomianki Powstańców.
- Sołectwa: Dziekanów Bajkowy, Dziekanów Leśny, Dziekanów Nowy, Dziekanów Polski, Kiełpin, Kępa Kiełpińska, Łomianki Chopina, Łomianki Dolne, Sadowa.

## Aangrenzende gemeenten
Czosnów, Izabelin, Jabłonna, m.st. Warszawa